# Orchomene massiliensis
Orchomene massiliensis is een vlokreeftensoort uit de familie van de Lysianassidae. De wetenschappelijke naam van de soort is voor het eerst geldig gepubliceerd in 1977 door Ledoyer.